# 溫徹斯特 (愛達荷州)
溫徹斯特（英語：Winchester）是一個位於美國愛達荷州劉易斯縣的城市。

## 地理
溫徹斯特的座標為46°14′27″N 116°37′24″W / 46.24083°N 116.62333°W，而該地的平均海拔高度為1210米（即3980英尺）。

## 人口
根據2020年美國人口普查的數據，溫徹斯特的面積為0.44平方千米，當中陸地面積為0.44平方千米，而水域面積為0.00平方千米。當地共有人口356人，而人口密度為每平方千米809.09人。